# Saab 210
Il Saab 210 era un piccolo aereo sperimentale dei primi anni cinquanta destinato a provare in volo la rivoluzionaria ala a doppio delta destinata al caccia svedese Saab J 35 Draken.
Battezzato ufficialmente Draken dalla Saab, l'aereo si guadagnò ben presto il soprannome di Lilldraken, piccolo draken, in quanto l'aereo era sostanzialmente una copia in scala ridotta, 7:10, del J 35 Draken.

## Storia

### Sviluppo
Scopo del Lilldraken era sperimentare in volo l'ala a doppio delta, dopo una serie di test condotti con un modello statico in galleria del vento. Questa ala prevedeva un delta "interno" con un angolo di 80° ed uno "esterno" con angolo di 57°. La parte interna dell'ala prevedeva un maggiore spessore in modo da ospitare il combustibile ed il carrello. Date le ridotte dimensioni del Saab 210 e visto che questi serviva soprattutto a testare la manovrabilità ed il comportamento a bassa velocità dell'ala, venne adottato un carrello semi-retrattile.
Il velivolo, potenziato da un turbogetto Armstrong Siddeley "Adder" da soli 476 kg di spinta volò per la prima volta il 21 febbraio 1952. Nella configurazione iniziale, designata 210A, le prese d'aria del motore si allungavano per tutto il muso del velivolo, separate solo da un "naso" di forma piramidale. Successivamente il naso assunse una forma più appuntita, ed infine, visto che questa soluzione non garantiva un flusso d'aria sufficiente al motore, il muso venne riprogettato, assumendo forma conica e le prese d'aria vennero spostate ai lati dell'abitacolo. Questa configurazione, poi adottata nel J 35 Draken venne designata 210B.
Per sperimentare il comportamento dinamico del velivolo nel Lilldraken venne adottato un sistema che travasava il combustibile tra i serbatoi per modificare il baricentro dell'aereo. A causa della scarsa spinta installata, durante la stagione calda venne fatto volare tipicamente nelle prime ore del mattino.
I risultati positivi riscontrati da questo dimostratore fecero sì che nell'agosto 1953 venisse firmato il contratto per i primi prototipi, il primo dei quali volò il 25 ottobre 1955.
Il Saab 210 effettuò circa 1 000 voli. Oltre ai test, il 6 giugno 1953 fu tra i protagonisti di una parata aerea sul centro di Stoccolma, nel corso dei festeggiamenti per il settecentenario della capitale.
L'aereo è oggi conservato presso il Flygvapenmuseum, museo dell'aeronautica militare svedese, situato nei pressi di Linköping.